# Tania Sachdev
Tania Sachdev   (Delhi, 20 d'agost de 1986) és una escaquista índia, que té els títols de Gran Mestre Femenina des de 2005 i de Mestre Internacional des de 2008. És també presentadora i comentarista d'escacs.
A la llista d'Elo de la FIDE del gener de 2022, hi tenia un Elo de 2392 punts, cosa que en feia la jugadora número 4 (femenina, en actiu) de l'Índia. El seu màxim Elo va ser de 2443 punts, a la llista del setembre de 2013.

## Primers anys
Nascuda a Delhi, Sachdev va conèixer el joc a través de la seva mare, Anju, quan la petita tenia 6 anys. Els seus pares van proporcionar-li entrenament professional. Va aconseguir el seu primer títol internacional amb 8 anys. Fou entrenada per K. C. Joshi durant els seus primers anys. Quan encara era una nena, Tania Sachdev va guanyar múltiples esdeveniments. Els seus èxits a la seva carrera són el campionat de l'Índia sub-12, el campionat femení asiàtic sub-14 de l'any 2000 i la medalla de bronze al Mundial femení sub-12 de 1998. L'any 2002 va guanyar el Campionat Femení Júnior d'Àsia a Marawila.

## Reconeixement nacional i internacional
El 2005 es va convertir en la 8a jugadora de l'Índia en obtenir el títol de Gran Mestre Femenina. Va guanyar el Campionat d'escacs de l'Índia femení els anys 2006 i 2007. El 2007 també va guanyar el Campionat d'Escacs de l'Àsia femení amb una puntuació total de 6½ punts en nou rondes a Teheran. El 2009 se li va concedir el prestigiós Premi Arjuna. L'any 2016, Sachdev va guanyar el premi a la millor dona a l'Obert d'escacs de Reykjavík, així com el títol de campiona femenina de la Commonwealth a Kalutara.
Ha jugat amb l'equip nacional indi en les Olimpíades Femenines d'Escacs des de 2008, en el Campionat del món d'escacs per equips els anys 2009 i 2011, en el Campionat d'Àsia d'escacs per equips des de 2003, en els Jocs Asiàtics de 2006 i en els Jocs Indoor Asiàtics de 2009. Al Campionat Asiàtic Femení per Equips, Sachdev hi va guanyar quatre medalles de plata per equips (ens els anys 2008, 2009, 2012 i 2014) i quatre d'individuals (tres de plata i una de bronze).
Sachdev ha presentat un DVD d'Estratègia Fritztrainer per a ChessBase i fou membre de l'equip de comentaristes oficial del Campionat del món d'escacs de 2013 celebrat a Chennai entre Magnus Carlsen i Viswanathan Anand.

## Vida personal
Sachdev va completar la seva formació escolar a la Modern School a Vasant Vihar, Delhi, i es va graduar al Shri Venkateswara College. Està patrocinada per Red Bull. Es va casar amb l'arquitecte de Delhi Viraj Kataria el novembre de 2014. Té formació en dansa clàssica índia.